# Dąbrowa Zielona
Dąbrowa Zielona è un comune rurale polacco del distretto di Częstochowa, nel voivodato della Slesia.
Ricopre una superficie di 100,33 km² e nel 2004 contava 4 140 abitanti.